# Carlos Ascues
Carlos Antonio Ascues Ávila (Caracas, 1992. június 19. –) venezuelai születésű perui labdarúgó, az FBC Melgar középpályása.

## Pályafutása

### Klubcsapatokban
2011–12-ben a Alianza Lima csapatában kezdte pályafutását. 2012–13-ban a portugál Benfica B csapatában szerepelt. 2013–2015 között a görög Panaitolikósz játékosa volt, de bajnoki mérkőzésen nem lépett pályára. 2015–2017 között a német VfL Wolfsburg labdarúgója volt, 2018–19-ben az amerikai Orlando City csapatában szerepelt kölcsönjátékosként. 2015-ben és 2017–2021 között az FBC Melgar labdarúgója volt. Közben 2017–18-ban és 2020-ban anyaegyesületében, az Alianza Lima csapatában szerepelt kölcsönben. 2022–2024 között az UCV játékosa volt. 2025 óta az AD Tarma együttesében szerepel.

### A válogatottban
2014 óta 26 alkalommal szerepelt a perui válogatottban és öt gólt szerzett. Tagja volt a 2015-ös chilei Copa Américán bronzérmes csapatnak.

## Sikerei, díjai
Peru
- Copa América
  - bronzérmes: 2015